# Renato Nunes

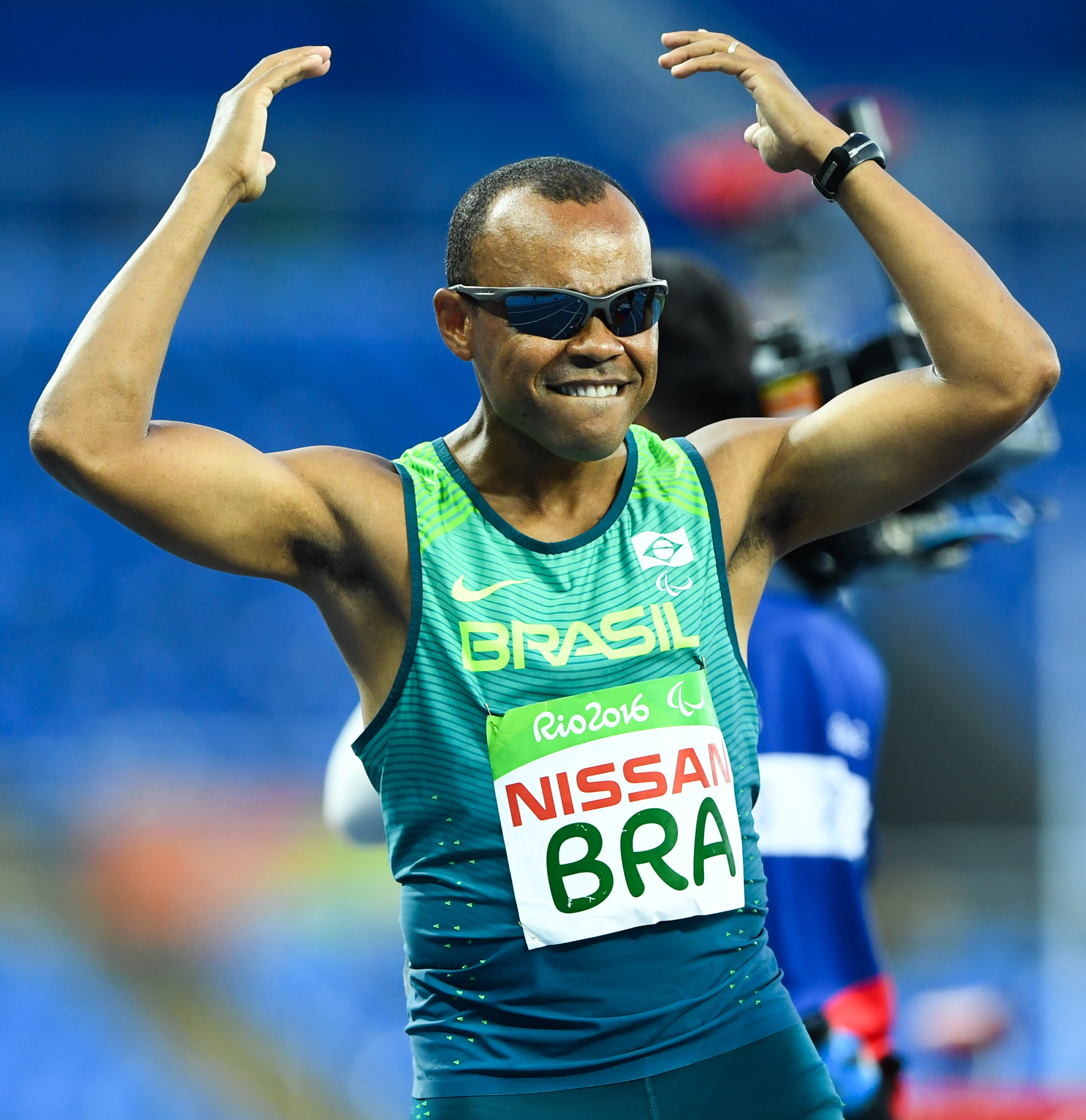
Renato Nunes

Renato Nunes da Cruz (São Paulo, 8 de outubro de 1971) é um atleta paralímpico brasileiro. 
Conquistou a medalha de prata nos Jogos Paralímpicos de Verão de 2016 no Rio de Janeiro, representando seu país na categoria 4x100 metros masculino, ao lado de Yohansson Nascimento, Alan Fonteles Cardoso Oliveira e Petrúcio Ferreira.